# Liberdade (canção)
Liberdade (Portugal, 1974), canção de protesto portuguesa, cantada por Sérgio Godinho. 

## História
É um dos temas presentes no disco À Queima-Roupa de Sérgio Godinho, editado em 1974. 
Faz parte do cancioneiro revolucionário do pós 25 de Abril, ficou conhecida pelo seu refrão A paz, o pão, habitação, saúde, educação; e a sua métrica fez com fosse considerada como um proto rap. 

## Ligações Externas
- RTP | Letra da canção: Liberdade
- Liberdade cantada ao vivo por Sérgio Godinho (2014)